# Ильцаранова, Валентина Бадминовна
Валентина Бадминовна Ильцаранова (род. 16.10.1939, совхоз Западный, Калмыцкая АССР — 14.01.2010, Элиста, Калмыкия) — Заслуженная артистка РСФСР (1984), Народная артистка Российской Федерации (1994), Почётный гражданин Республики Калмыкия (2000).

## Биография
Валентина Ильцаранова родилась 16 октября 1939 года в совхозе «Западный» Целинного района. По воспоминаниям певицы, при рождении она получила калмыцкое имя Нимит в честь буддийского божества. Уже позже в Сибири её стали называть Валентина. Петь она любила с малых лет. Многие песни будущая певица узнала от своей бабушки Чуурльг, знатока устного народного творчества.
Её творческая биография начинается по возвращении калмыцкого народа из Сибири. После учёбы в Элисте и Москве в 1961 году Ильцаранова стала солисткой Калмыцкого государственного ансамбля песни и танца «Тюльпан». В 1974 году блестяще окончила Всесоюзную театральную эстрадную мастерскую. В 1982 году окончила вокальное отделение Элистинского музыкального училища. В 1978 году вместе с коллегами по «Тюльпану» стала дипломантом Всероссийского смотра ансамблей песни и танца в Москве. Для поклонников Валентина Бадминовна была олицетворением народного таланта. За уникальный тембр голоса в народе её звали «степным жаворонком».
Каждая песня в исполнении артистки становилась шедевром вокального искусства: «Харада», «Эльстин вальс», «Торга», — эти песни стали визитной карточкой исполнительницы. Ильцаранова активно гастролировала по республике и за её пределами, была всегда готова ехать в самые отдалённые села Калмыкии.
Особое место в творческой биографии артистки занимала работа в Национальном оркестре Калмыкии. Болея душой за калмыцкое искусство певица щедро делилась с молодым коллективом своим опытом, богатством своего репертуара, старалась поддерживать начинающих исполнителей.
Умерла 14 января 2010 года.

## Награды
- Народная артистка Российской Федерации (1994).
- Заслуженная артистка РСФСР (1984).
- Народная артистка Калмыцкой АССР (1981).
- Заслуженная артистка Калмыцкой АССР (1965).
- Премии Калмыцкой АССР имени Героя Советского Союза О. И. Городовикова (1987).
- Почётный гражданин Республики Калмыкия (2000)[2].